# Multiple Sidosis
Multiple Sidosis is een experimentele korte film uit 1970 geregisseerd door Sid Laverents. De film toont een man (gespeeld door Laverents) die met kerst een apparaat voor geuidsopname's krijgt. Hierna ziet men met behulp van split screen Laverents verschillende instrumenten spelen terwijl men er een foutloze audio overheen hoort. De film is in 2000 in het National Film Registry opgenomen ter preservatie.